# 578 a.C.
Il 578 a.C. (DLXXVIII a.C. in numeri romani) è un anno  del VI secolo a.C.

## Eventi
- Servio Tullio diviene il sesto re di Roma, succedendo a Tarquinio Prisco.